# Велислав
Велисла́в (болг. Велислав) — село в Бургаській області Болгарії. Входить до складу общини Сунгурларе.

## Населення
За даними перепису населення 2011 року у селі проживали 144 особи.
Національний склад населення села:
| Національність   | Кількість осіб | Відсоток |
| ---------------- | -------------- | -------- |
| болгари          | 110            | 85,3%    |
| турки            | 17             | 13,2%    |
| Всього відповіли | 129            |          |

Розподіл населення за віком у 2011 році:
Динаміка населення: